# Пуэрториканцы

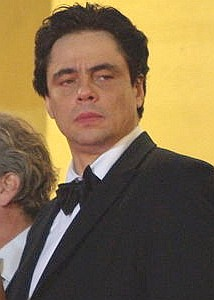
Бенисио дель Торо, голливудский киноактёр родом с Пуэрто-Рико.

Пуэрториканцы — народ в Латинской Америке, основное население о. Пуэрто-Рико. По состоянию на 2009 г. общая численность составляла 8,5 млн чел., в том числе в Пуэрто-Рико — около 4,0 млн чел., в США — 4,4 млн человек. Вероисповедание — преимущественно католицизм. Язык — испанский.

## Происхождение
В XVI в. на острове жили индейцы таино. У них было развито земледелие, рыболовство, охота, гончарное дело. В настоящее время основу ядра нации составляют потомки испанских иммигрантов (креолы), смешанные с коренным населением и вывезенными из Африки неграми-рабами. Согласно генетическим исследованиям, пуэрториканцы имеют следующее происхождение: по мужским Y-хромосомам европейское происхождение имеет 70 % популяции, негритянское 20 % и индейское 10 %, по женской митохондриальной ДНК картина принципиально иная (61 % несут индейские гены, 26 % африканские и только 13 % европейские).

## Занятия
В основном население занято в сфере обслуживания (36 %). Меньше — в промышленности и сельском хозяйстве. Живущие в США пуэрториканцы заняты, как правило, на низкооплачиваемых работах.

## Бытовые традиции
В области семейных отношений в Пуэрто-Рико распространена нуклеарная семья, встречается большая. Распространено обрядовое родство — компадрасго, то есть отношения с крёстными. Популярны неформальные браки. Многие семьи состоят из одной матери и детей от разных отцов.
Одежда, как на юге США. Заметно отличие — сомбреро.
Пища: ввиду одностороннего развития экономики продовольствие в основном ввозное. Употребляются жиры, свиное мясо, картофель, мука, рис, овощи. У трудящихся в большей степени в пищу идут кукуруза, бобы, бананы.

## Культура
Из народных ремёсел развиты резьба по дереву, керамика, плетение корзин, ковриков, шляп, кружевное производство, вышивка.
Из развлечений развиты песни и танцы, широко бытуют азартные игры, петушиные бои. В культуре смешались элементы трёх культур: испанской, индейской и африканской. Встречаются танцы, восходящие к африканским, например, бомба, исполняемая под звуки барабана. Основой национальной музыки являются старинные мелодии (данса). Из инструментов наиболее распространена гитара. Наиболее яркий композитор — Хуан Морено Кампос (1858—1896).
Для художественной литературы Пуэрто-Рико характерно значительное развитие поэзии. Хосе Готье Бенитес (1850—1880) и Хосе Х. Падилья (1829—1896) в XIX в. были известны во всех испаноязычных странах.
В изобразительном искусстве наиболее древние памятники — пещерные росписи индейцев, их керамика и каменные статуэтки. В архитектуре расцвет пришёлся на колониальный период, XVI-XVII вв. В настоящее время здесь сильно влияние США. В облике городов сочетаются трущобы и одноэтажные посёлки со зданиями банков, отелей, клубов, вилл, многоэтажных домов. В XX в. ведущую роль в искусстве играет направление демократического реализма, возрождаются национальные традиции. Это связано ещё и с развитием туризма.